# Vladimir Arkhipov
Vladimir Mikhailovich Arkhipov (em russo: Влади́мир Миха́йлович Архи́пов; Chelkar, Aqtöbe 1 de junho de 1933 - Moscou 27 de outubro de 2004) foi um militar soviético, General do Exército e membro do Comitê Central do PCUS entre 1986 e 1990.

## Início do serviço militar
Filho de uma família operária ferroviária, de etnia russa. Concluiu a Escola Secundária nº 59 em 1949. No mesmo ano, começou a trabalhar como aprendiz de torneiro e depois como torneiro no depósito de locomotivas da estação de Chelkar, na ferrovia de Aqtöbe.
Em 1952, foi convocado para as Forças Armadas da URSS. Formou-se na Escola Superior de Comando de Blindados de Tashkent em 1955. A partir de então, serviu como comandante de pelotão de tanques, comandante de companhia (desde 1958), subcomandante (desde 1960) e comandante de batalhão de tanques (de 1962 a 1964) no 224.º Regimento de Tanques de Guardas, pertencente à 37.ª Divisão de Tanques de Guardas do 6.ª Exército de Tanques de Guardas, no Distrito Militar de Kiev. Tornou-se membro do PCUS em 1957.
Em 1966, graduou-se na Academia Militar de Forças Blindadas, recebendo medalha de ouro. Na sequência, atuou como subcomandante e, a partir de 1967, como comandante do 155.º Regimento de Tanques da 20.ª Divisão de Tanques do Grupo de Forças Soviéticas na Alemanha. Em 1968, participou da operação de entrada de tropas na Tchecoslováquia. De 1970 a 1972, serviu como subcomandante da 56.ª Divisão Motorizada.

## Em cargos de chefia
Em 1972, concluiu a Academia Militar do Estado-Maior Geral das Forças Armadas da URSS, em homenagem a K. E. Voroshilov (posteriormente, ainda completaria dois cursos superiores de aperfeiçoamento nela, em 1979 e 1985). Após a formatura, assumiu o comando da 4.ª Divisão de Tanques de Guardas Kantemirovskaya, no Distrito Militar de Moscou. Foi promovido a Major-General das tropas de tanques em 10 de abril de 1974. A partir de abril de 1974, comandou o 32.º Corpo de Exército no Distrito Militar de Odessa, com sede em Simferopol. Em julho de 1975, tornou-se comandante do 20.º Exército de Guardas do Grupo de Forças Soviéticas na Alemanha, sendo promovido a Tenente-General em 14 de fevereiro de 1977.

## Em posições de comando sênior
A partir de abril de 1979, foi chefe do Estado-Maior e vice-comandante do Distrito Militar da Ásia Central, sendo promovido a Coronel-General em 16 de dezembro de 1982. Em agosto de 1983, assumiu o comando do Distrito Militar Transcaucasiano, e em julho de 1985 passou a comandar o Distrito Militar de Moscou. Em 4 de maio de 1988, foi nomeado vice-ministro da Defesa da URSS e chefe da Retaguarda das Forças Armadas Soviéticas. Entre suas ações mais importantes no cargo estão a organização do apoio logístico durante a resposta ao terremoto de Espitaque, em dezembro de 1988, e a coordenação da retirada de tropas soviéticas de países estrangeiros para o território da URSS.
Por decreto do Presidente da URSS em 7 de dezembro de 1991, foi exonerado do cargo e passou para a reserva ainda naquele mês. Morou em Moscou, onde presidiu o Conselho de Veteranos da Retaguarda das Forças Armadas da Rússia entre 1999 e 2004. Faleceu em 27 de outubro de 2004 e foi sepultado no Cemitério Novodevichy.
Arkhipov foi membro do Comitê Central do PCUS de 1986 a 1990 e deputado do Soviete das Nacionalidades do Soviete Supremo da URSS na 11ª legislatura (1984–1989), representando a RSS da Abecásia.

## Avaliações
O chefe da Retaguarda — vice-ministro da Defesa para a Retaguarda, General do Exército Vladimir Mikhailovich Arkhipov. Serei franco: não acreditávamos que, após o experiente S. Kurkotkin, Arkhipov conseguiria cumprir as tarefas com a mesma firmeza e rapidez que seus antecessores. Mas não foi assim. Com ampla experiência de comando, inclusive à frente de distritos militares, vasto conhecimento e um talento natural, V. Arkhipov administrou a Retaguarda muito melhor que eles, mesmo enfrentando uma situação geral no país e nas Forças Armadas muito mais difícil.— Varennikov, V. I

## Ligações
- Биографическая справка на сайте Минобороны РФ (недоступная ссылка)
- Биография на сайте «Элита Вооружённых Сил»
- Дема Е. Командующий тылом // Красная звезда. — 2005. — 27 окт.